# Woo Sung-yong
Woo Sung-yong ((우성용?, 禹成用?); Goseong, 18 agosto 1974) è un ex calciatore sudcoreano, di ruolo attaccante.